# Хачкар
Хачкар (на арменски: խաչ – кръст) е вид средновековен каменен паметник, разпространен в Армения.
Характерното за него е, че има изобразен кръст – представлява по-често стела или по-рядко самият той е във формата на кръст. Има богата врязана резба и разни изображения и орнаменти, издълбани върху камъка. Обичайно се поставя на кръстопът, в и върху фасадите на манастири и като самостоятелен християнски паметник (оброчище) в Армения и населени с арменци райони.
На територията на Армения са описани хиляди хачкари, като всеки от тях има уникална плетеница от гравирани символи, но всички рисунки са издържани вобщ стил.
В България дарени от арменците каменни стели „хачкар“ има в следните градове:
- София – в градинката „Ереван“ на ул. Владайска, открит от кметовете на София (Бойко Борисов) и на Ереван (Ерванд Захарян) на 10 септември 2008 г.[1];
- Пловдив – в двора на арменската църква, издялан от туф в свещения арменски град Ечмиядзин и осветен на 24 април 2005 г. в навечерието на 90-годишнината от „Агхет“ (арменския геноцид) от протойерей Кеворк Хачирян;
- Варна – ажурен паметник „1700 години от приемането на християнството в Армения“ в Приморската градина близо до детския кът с езерцето, също и друг, масивен, с по-модерен вид, представляващ „паметник на арменските бежанци във Варна“ в тревната площ пред Археологическия музей с лице към бул. „Мария-Луиза“, както и класически в двора на арменската църква „Св. Саркис“;
- Бургас – при арменската църква „Сурп Хач“ до х-л „България“ като „паметник на геноцида над арменския народ“ в композиция с фигура на дете, изработена през 1990 г. от Хари Норхаик Арабян;
- Шумен – при арменската църква „Сурп Аствадзадзин“;
- Генерал Тошево – с височина 4 м, в памет на император Александър Втори, изваян от скулптора Богдан Ванадзорци в Армения, открит от руския консул във Варна на 24 април 2005 г.;
- Батак – между възрожденската църква „Св. Неделя“ и новата църква „Успение на Пресвета Богородица“, изработен от полиран гранит (донесен от Армения със съдействието на братя Овсепян), официално открит на 16 май 2008 година по случай 132-годишнината от Априлското въстание и Баташкото клане, с издълбан надпис „От признателния арменски народ в памет на батачани, загинали през 1876 година“.
- Банско - на Пейо Яворов и неговото стихотворение "Арменци". В основата на паметника пише: "Братя, хвърляйте фесовете. От днес сте вече свободни хора." - това са думите, с които войводата Яворов поздравява банскалии като свободни жители на България два дни след Освобождението на Банско през 1912г. в двора на църквата Св. Троица (близо до паметника)